# Ageizm

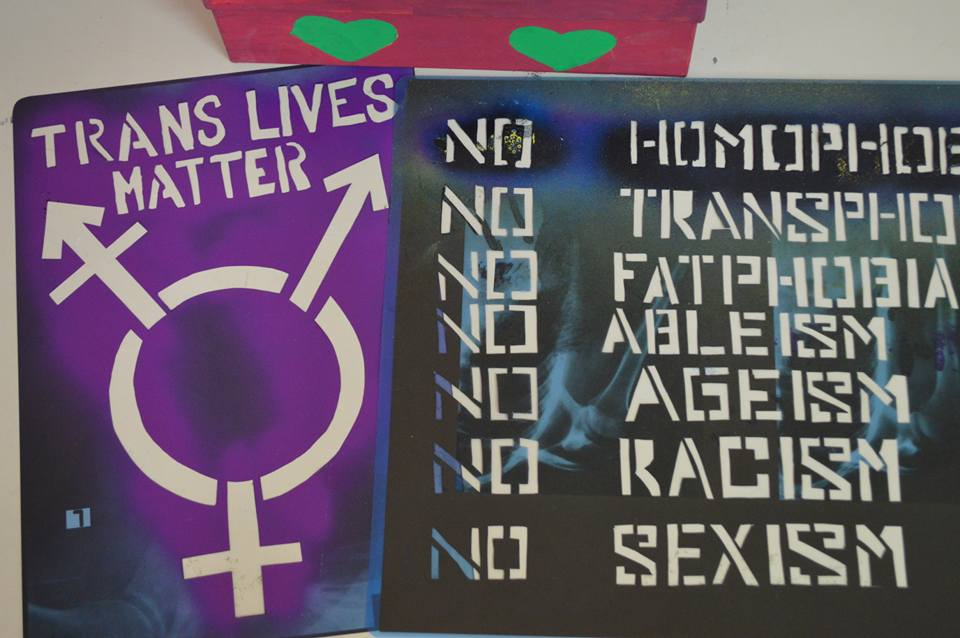
Tablice przeciwko różnym formom dyskryminacji

Ageizm (wym. ejdżyzm; od ang. agism i ageism, od age „wiek”), znany także jako wiekizm – jedna z formdyskryminacji ze względu na wiek, dotycząca osób starszych i będących w podeszłym wieku, będąca przeciwieństwem zjawiska adultyzmu.
W Polsce ofiarami ageizmu najczęściej padają kobiety po 35 roku życia oraz mężczyźni, żyjący powyżej 45 lat.

## Cechy charakterystyczne
Dyskryminacja poprzez wiekizm kreowana jest poprzez wykorzystanie zarówno stereotypów, dotyczących starczego okresu życia, jak i realnych problemów, związanych z postępującą starością, a następnie skierowanie ich przeciwko takim osobom. Najczęściej, choć nie zawsze, dotyczy problemów na rynku pracy, zarówno od strony poszukiwania stanowiska, jak i jego skutecznego utrzymania. 
Sposób oraz charakterystyka dyskryminacji zależy od źródła, środowiska, celu oraz osób, wobec których jest ona kierowana. Zachowania marginalizujące mogą charakteryzować się:
- całkowitym zignorowaniem wieku danej osoby oraz wynikających z tego potrzeb
- wyznaczeniem zadań niewspółmiernych do stanu psychofizycznego osoby starszej
- stosowaniem pogardy i szykan wobec osób i posiadanych przez nich cech, charakterystycznych dla procesu starzenia
- brakiem uwzględnienia osób starszych w planach, inicjatywach i wydarzeniach, zarówno oddolnych, komercyjnych, jak i urzędowych.

Dyskryminacja może być również maskowana podwyższoną troską i znajomością życia osób starych, wobec czego mogą się one spotykać z:
- całkowitym zignorowaniem rzeczywistego dobrostanu i sprawczości osoby dyskryminowanej
- odgórnym wyznaczeniem i podkreślaniem rzekomych problemów, z jakimi zmagać się ma osoba dyskryminowana, jej bliskie środowisko jak i całe społeczeństwo
- zignorowaniem bądź umniejszeniem wkładu w skuteczne pokonywanie trudności, realnie dotykających osobę dyskryminowaną